# ريمون إف. بويس
ريمون إف. بويس (بالإنجليزية: Raymond F. Boyce)‏ هو عالم حاسوب أمريكي، ولد في 1947، وتوفي في 1974.